# Chordata
Los cordados (Chordata, del griego χορδωτά khordota ‘con cuerda’) son un filo del reino animal caracterizado por la presencia de una cuerda dorsal o notocorda (o notocordio) de células turgentes, tubo neural hueco en posición dorsal, hendiduras branquiales y cola, por lo menos en alguna fase del desarrollo embrionario. Se conocen casi 65 000 especies actuales (siendo así el tercer filo animal más numeroso, después de los artrópodos y los moluscos), la mayoría pertenecientes al subfilo de los vertebrados, de los que casi la mitad son peces.
Los cordados son un grupo con gran diversidad, adaptados a un gran número de nichos ecológicos y han demostrado a lo largo de su historia evolutiva notables adaptaciones, sobre todo al medio terrestre y su ambiente, aunque también al acuático o anfibio, en los cuales muchos de ellos constituyen los últimos eslabones tróficos de sus ecosistemas. En los cordados se destaca la capacidad de autorregulación y organización interna; algunos, como las aves y los mamíferos, pueden elevar y mantener constante la temperatura del cuerpo. Estos y otros factores han añadido complejidad a este grupo de animales, permitiendo un mayor control sobre las reacciones metabólicas y el desarrollo de un complejo sistema nervioso.

## Características generales

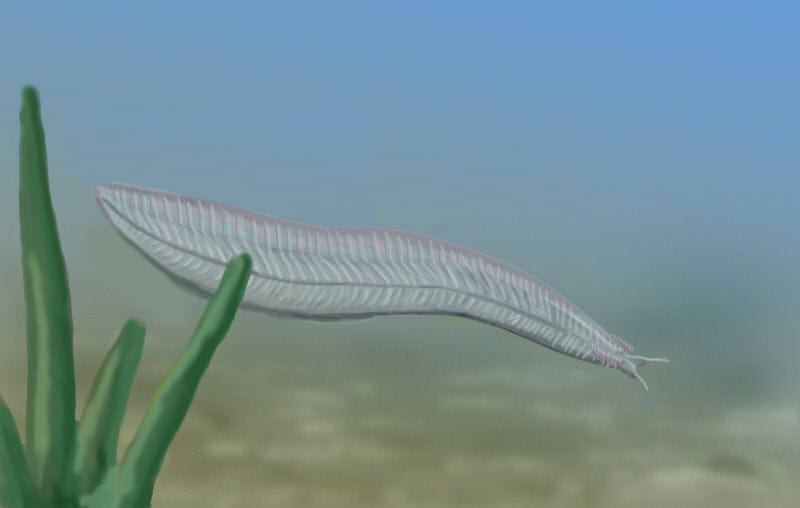
Pikaia, un cordado primitivo del Cámbrico.

Los cordados son animales deuteróstomos, bilaterales (con simetría bilateral), triblásticos (con tres capas germinales), celomados (con celoma bien desarrollado, que se pierde en algunos grupos) y segmentado.
Entre las características propias del filo se encuentran:
1. Notocorda: varilla semirrígida de sostén que se encuentra dorsalmente al tubo digestivo. Está formado por células de cartílago  que dan cierta rigidez al cuerpo y se encuentra recubierta de una vaina fibrosa. Se extiende a lo largo de todo el cuerpo, en algunos grupos persiste durante toda la vida, mientras que en la mayoría de los craniados es reemplazado durante el desarrollo por la columna vertebral.
2. Cordón nervioso hueco, tubular y dorsal al tubo digestivo (epineura). A partir del extremo anterior de este cordón, en animales más complejos, se desarrolla el encéfalo y la médula espinal. Este cordón hueco se forma en el embrión por la invaginación de células ectodérmicas de la zona dorsal del cuerpo, sobre la notocorda. En los vertebrados, el cordón nervioso corre protegido por los arcos neurales de las vértebras, y el cerebro, está rodeado por un cráneo óseo o cartilaginoso.
3. Faringotremia en alguna etapa del desarrollo, es decir, faringe provista de sacos o hendiduras. Las hendiduras faríngeas comunican el exterior con la cavidad faríngea y se forman por invaginación del ectodermo (surcos faríngeos) y por evaginación del endodermo (sacos faríngeos) que limita la faringe. Ambos se unen cuando se encuentran constituyendo las hendiduras branquiales en los vertebrados acuáticos: peces y larvas de anfibios. En los amniotas nunca llegan a abrirse y dan lugar a otras estructuras. Además de las branquias, las hendiduras faríngeas forman en los vertebrados distintas glándulas: el timo y las amígdalas. También dan lugar a estructuras como la trompa de Eustaquio o la cavidad del oído medio. En los protocordados, la faringe perforada surgió como un sistema de alimentación por filtración.
4. Endostilo (urocordados y cefalocordados) o su homólogo (glándula tiroides) en vertebrados.[7][8]
5. Cola post-anal (en la cual se encuentra el cordón nervioso, la musculatura y la notocorda o su reemplazo), al menos en alguna etapa del desarrollo ontogenético.
6. Segmentación muscular en un tronco no segmentado.
7. Corazón ventral, con vasos sanguíneos dorsales y ventrales. Sistema circulatorio cerrado.
8. Aparato digestivo completo, con boca y ano.

## Clasificación y filogenia

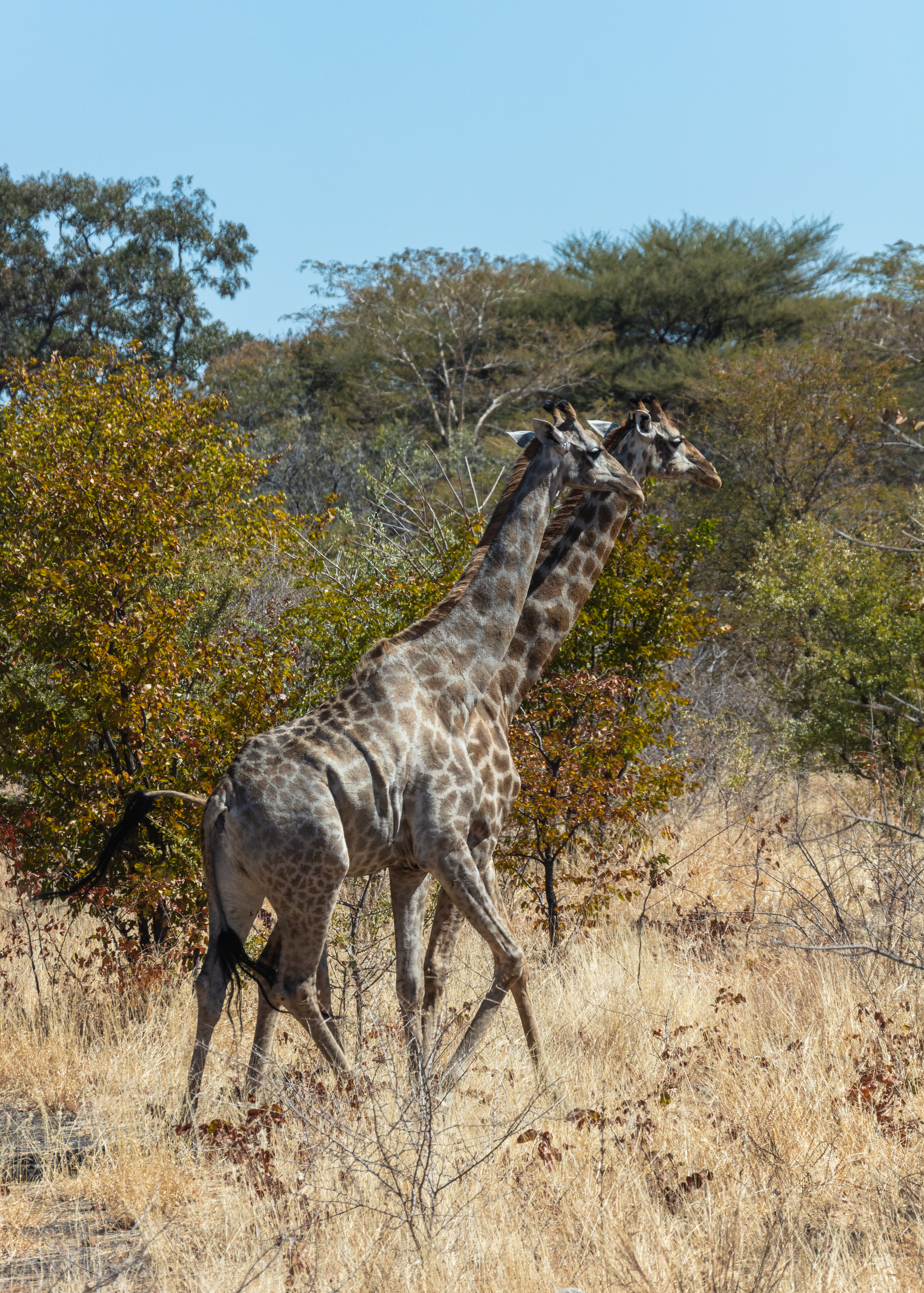
Jirafas (Giraffa camelopardalis), parque nacional de Chobe, Botsuana.

Los cordados se subdividen en tres subfilos: urocordados, cefalocordados y vertebrados. Los dos primeros se conocen con el nombre de procordados, aunque este agrupamiento es un grupo parafilético.
Las relaciones filogenéticas entre los subfilos cordados y de ellos con otros deuteróstomos son, según estudios moleculares las siguientes:
|              | Xenacoelomorpha                                                |
|              |                                                                |
| Ambulacraria | \| \| Echinodermata \| \| \| \| \| \| Hemichordata \| \| \| \| |
|              | \| \| Echinodermata \| \| \| \| \| \| Hemichordata \| \| \| \| |
|              | Echinodermata                                                  |
|              |                                                                |
|              | Hemichordata                                                   |
|              |                                                                |

|  | Echinodermata |
|  |               |
|  | Hemichordata  |
|  |               |

|            | Cephalochordata                                                              |
|            |                                                                              |
| Olfactores | \| \| Urochordata/Tunicata \| \| \| \| \| \| Vertebrata/Craniata \| \| \| \| |
|            | \| \| Urochordata/Tunicata \| \| \| \| \| \| Vertebrata/Craniata \| \| \| \| |
|            | Urochordata/Tunicata                                                         |
|            |                                                                              |
|            | Vertebrata/Craniata                                                          |
|            |                                                                              |

|  | Urochordata/Tunicata |
|  |                      |
|  | Vertebrata/Craniata  |
|  |                      |

|              | Xenacoelomorpha                                                |
|              |                                                                |
| Ambulacraria | \| \| Echinodermata \| \| \| \| \| \| Hemichordata \| \| \| \| |
|              | \| \| Echinodermata \| \| \| \| \| \| Hemichordata \| \| \| \| |
|              | Echinodermata                                                  |
|              |                                                                |
|              | Hemichordata                                                   |
|              |                                                                |

|  | Echinodermata |
|  |               |
|  | Hemichordata  |
|  |               |

|            | Cephalochordata                                                              |
|            |                                                                              |
| Olfactores | \| \| Urochordata/Tunicata \| \| \| \| \| \| Vertebrata/Craniata \| \| \| \| |
|            | \| \| Urochordata/Tunicata \| \| \| \| \| \| Vertebrata/Craniata \| \| \| \| |
|            | Urochordata/Tunicata                                                         |
|            |                                                                              |
|            | Vertebrata/Craniata                                                          |
|            |                                                                              |

|  | Urochordata/Tunicata |
|  |                      |
|  | Vertebrata/Craniata  |
|  |                      |

Hay todavía  muchas investigaciones comparativas diferenciales (basadas en secuencias de ADN) en curso que intentan separar las formas más simples de cordados. Como algunos linajes del 90% de las especies que carecen de columna vertebral o notocorda podrían haber perdido estas estructuras con el tiempo, esto complica la clasificación de los cordados. Algunos linajes de cordados sólo se pueden encontrar mediante análisis de ADN, cuando no hay rastro físico de ninguna estructura similar a los cordados.
Los intentos de determinar las relaciones evolutivas de los cordados han producido varias hipótesis. El consenso actual es que los cordados son monofiléticos, lo que significa que los cordados incluyen a todos y sólo a los descendientes de un único ancestro común, que es en sí mismo un cordado, y que los parientes más cercanos de los craneatos son los tunicados. La reciente identificación de dos Inserciones y eliminaciones de firmas conservadas (Conserved signature inserts and deletions, CSI) en las proteínas tipo ciclofilina y proteasa de la membrana interna mitocondrial ATP23, que son compartidas exclusivamente por todos los vertebrados, tunicados y cefalocordados, también proporciona una fuerte evidencia de la monofilia de Chordata.
Todos los primeros fósiles de cordados se han encontrado en la fauna de Chengjiang (véase Esquistos de Maotianshan) del Cámbrico temprano e incluyen dos especies que se consideran peces, lo que implica que son vertebrados. Debido a que el registro fósil de los primeros cordados es pobre, sólo la filogenética molecular ofrece una perspectiva razonable de fechar su aparición. Sin embargo, el uso de la filogenética molecular para datar las transiciones evolutivas es controvertido.
También ha resultado difícil producir una clasificación detallada dentro de los cordados vivos. Los intentos de producir "árboles genealógicos" evolutivos muestran que muchas de las clases tradicionales son parafiléticas.
Si bien esto es bien conocido desde el siglo XIX, la insistencia en taxones monofiléticos únicamente ha resultado en que la clasificación de los vertebrados se encuentre en un estado de cambio.
La mayoría de los animales más complejos que las medusas y otros cnidarios se dividen en dos grupos, los protóstomos y los deuteróstomos, el último de los cuales contiene cordados. Parece muy probable que Kimberella, de 555 millones de años, fuera miembro de los protóstomos. Si esto es así, esto significa que los linajes de protostoma y deuterostoma deben haberse dividido algún tiempo antes de que apareciera Kimberella, hace al menos 558 millones de años y, por tanto, mucho antes del comienzo del Cámbrico, hace 538,8 millones de años. El fósil Ernietta de Ediacara, de hace aproximadamente 549 a 543 millones de años, puede representar un animal deuterostomado.

## Historia evolutiva
Los fósiles del cordado más antiguo conocido, Yunnanozoon lividum, proceden del Cámbrico inferior de China y tienen una edad aproximada de 525 millones de años; Yunnanozoon está probablemente más relacionado con los céfalocordados que con los urocordados.
A lo largo del Devónico aparecieron y se diversificaron los peces sin mandíbulas, siendo los primeros vertebrados conocidos. Hacia el final de este período (hace unos 360 millones de años) existían ya los principales linajes de peces y aparecieron los primeros tetrápodos (anfibios). Los reptiles aparecieron durante el Carbonífero, los mamíferos al final del Triásico (hace más de 200 millones de años) y las aves al final del Jurásico (hace unos 145 millones de años).

## Relaciones genómicas y fisiológicas
Los animales presentan toda una serie de características fisiológicas que se ha visto que están relacionadas con las características genómicas. En primer lugar, la masa corporal está intrínsecamente relacionada con la longevidad y la tasa metabólica basal en todos los organismos, incluidos los cordados. Tanto el tamaño de los genes, como el tamaño intrónico y el tamaño del genoma muestran correlación positiva con el peso corporal, la tasa metabólica basal y la longevidad. Sin embargo, al contrario que en crustáceos y bacterias, el tamaño del genoma en cordados está correlacionado positivamente con la temperatura. El tamaño de los exones no cambia ni en función del tamaño del genoma ni en función del tamaño de los intrones. Este hecho se ha observado en el estudio de otros taxones, y sugiere que la maquinaria de empalme de ARN impone un tamaño mínimo de exón, ya que si excede aproximadamente 500 nucléotidos se produce el fenómeno de omisión del exón. Se ha encontrado una correlación positiva fuerte entre el contenido en GC y el contenido en GC3 (contenido GC en la tercera posición del codón), mientras que estas dos características genómicas están correlacionadas negativamente con CAI, el índice de adaptación de codones, en eucariotas y con el tamaño del genoma en mamíferos. El tamaño de los exones e intrones podría afectar al peso corporal y a la longevidad de la especie a través de una asociación entre el contenido de GC y la longitud de la secuencia codificante. El CAI está relacionado positivamente con el tamaño de los intrones, explicado por la relación inversa entre el CAI y el sesgo en el uso de codones que se ha visto en distintos estudios.

## Organismos no cordados más cercanos

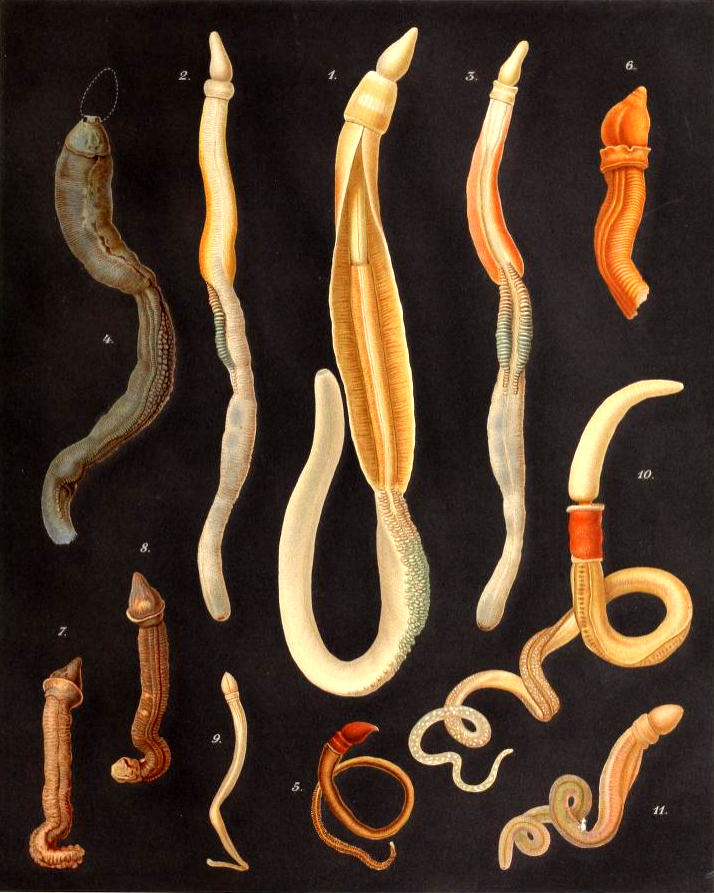
Los gusanos de la bellota o Enteropneustos son ejemplos de hemicordados.

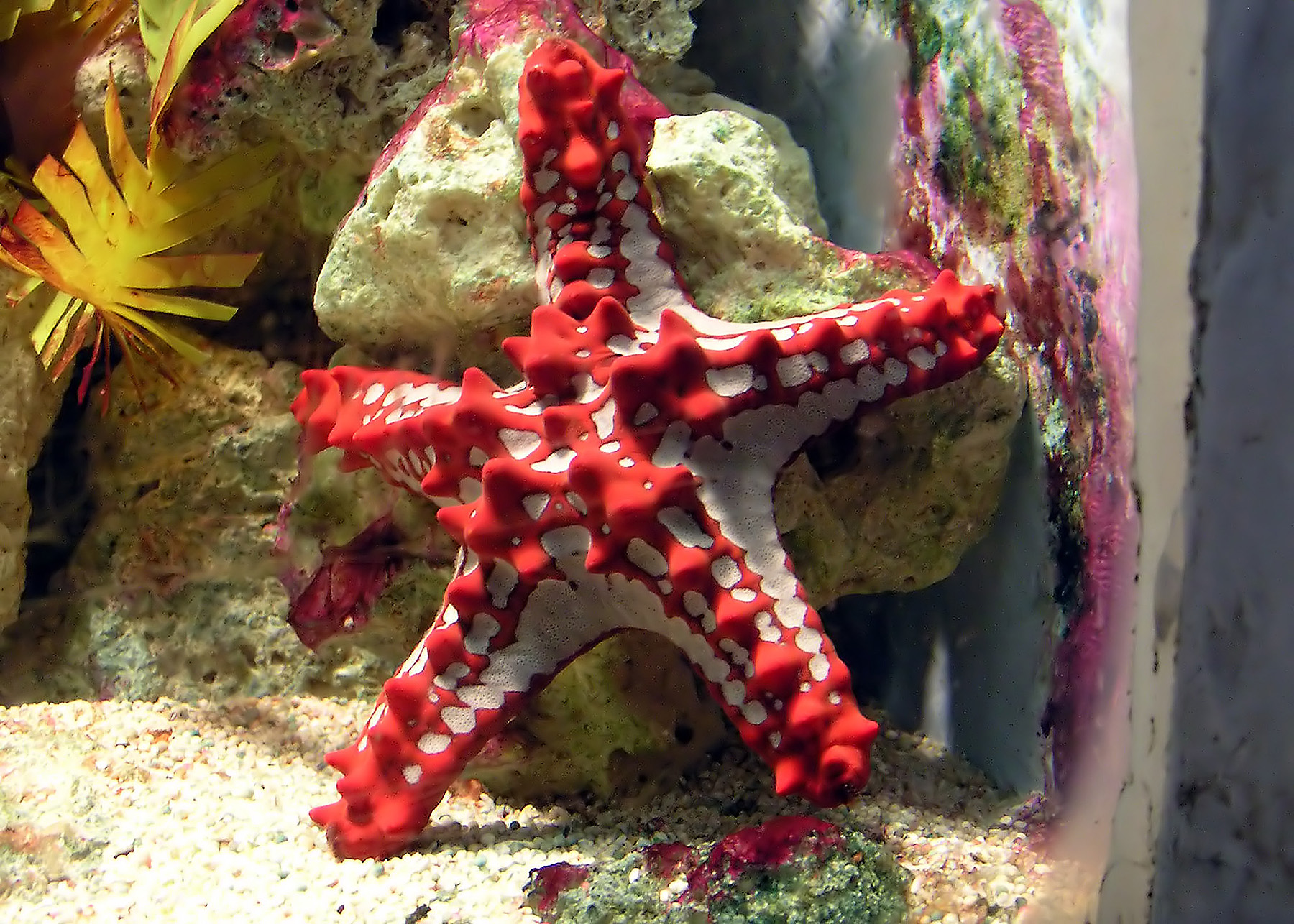
Una estrella de mar de espinas rojas, Protoreaster linckii, un ejemplo de Asterozoa Echinodermata.

Los organismos relacionados más cercanos a los Cordados son los Hemichordata, los Echinodermata y los Xenacoelomorpha, que juntos forman los Xenambulacraria. Los Chordata y Xenambulacraria juntos forman el superfilo Deuterostomia.

## Origen del nombre
Aunque el nombre Chordata se atribuye a William Bateson (1885), ya era de uso frecuente en 1880. Ernst Haeckel describió un taxón que comprende tunicados, cefalocordados y vertebrados en 1866. Aunque utilizó la forma vernácula alemana, está permitido bajo el Código Internacional de Nomenclatura Zoológica debido a su posterior latinización.